# Vitovlje
Vitovlje je naseljeno mjesto u općini Travnik, Federacija Bosne i Hercegovine, BiH.
Nalazi se na padinama Vlašića, ispod Gavrića Brda (1006 m), na nadmorskoj visini od oko 884 metara.
Kroz ovo naseljeno mjesto protiče Dedića potok, lijeva pritoka Ugra, iznad kojeg je južni krak Korićanskih stijena. Od Vitovlja, niz Ugar do ulaska u kanjon ispod Skender Vakufa, između planine Ranča i Ugarskih stijena, proteže se Pougarje.
Za vrijeme rata u Bosni i Hercegovini, Vitovlje je bilo razrušeno, a stanovništvo ubijano ili prognano. U poratnom periodu je obnovljeno, a i većina prognanika se vratila u zavičaj.

## Stanovništvo

### Popisi 1971. – 1991.
| Vitovlje           |              |              |              |
| godina popisa      | 1991.        | 1981.        | 1971.        |
| Muslimani          | 356 (50,28%) | 313 (39,42%) | 333 (38,23%) |
| Srbi               | 315 (44,49%) | 407 (51,26%) | 478 (54,88%) |
| Hrvati             | 27 (3,81%)   | 38 (4,78%)   | 58 (6,65%)   |
| Jugoslaveni        | 5 (0,70%)    | 27 (3,40%)   | 2 (0,23%)    |
| ostali i nepoznato | 5 (0,70%)    | 9 (1,13%)    | 0            |
| Ukupno             | 708          | 794          | 871          |

### Popis 2013.
| Vitovlje           |              |
| godina popisa      | 2013.        |
| Bošnjaci           | 509 (88,39%) |
| Srbi               | 37 (6,42%)   |
| Hrvati             | 8 (1,07%)    |
| ostali i nepoznato | 22 (3,82%)   |
| ukupno             | 576          |